# ハイジャック (テレビドラマ)
『ハイジャック』(Hijack)はハイジャック事件を描く、イギリスのスリラーテレビドラマシリーズである。2023年6月28日にApple TV+で配信開始された。

## キャスト
※括弧内は日本語吹替。

### メイン
- イドリス・エルバ: サム・ネルソン（斉藤次郎） - 交渉のスペシャリスト
- ニール・マスケル（英語版） : スチュアート / ジョンティ・コリンズ（江頭宏哉） – ハイジャック犯のリーダー
- クリスティーン・アダムズ（英語版） : マーシャ・スミス＝ネルソン（田中奏多） - サムと疎遠になっている妻
- マックス・ビーズリー : ダニエル・ファレル（西垣俊作） - マーサの現在の恋人でロンドン警視庁刑事
- ベン・マイルズ : ロビン・アレン - 機長
- Kaisa Hammarlund : アンナ・コヴァックス - 副操縦士
- Zora Bishop : Deevia - フライトアテンダント
- Jeremy Ang ones : アーサー - フライトアテンダント
- ケイト・フィリップス（英語版） : コレット・フィッシャー - 機長と関係を持つフライト・アテンダント
- en:Jasper Britton : マーカス - 初老のハイジャック犯
- Jack McMullen : ルイス（美斉津恵友） - ハイジャック犯、スチュアートの弟
- en:Aimée Kelly : ベラ - ハイジャック犯
- Mohamed Elsandel : アレクサンダー・キアー - ハイジャック犯
- イヴ・マイルズ  : アリス・シンクレア（植竹香菜） - ロンドンの管制官
- アーチー・パンジャビ : ザーラ・ガフォール（坂本悠里） - イギリス警察の対テロ班員
- ハティ・モラハン : ルイーズ・アイッチソン（佐古真弓） - イギリス外相
- Neil Stuke : イギリス内相

### リカーリング
- Antonia Salib : ニーラ - ドバイ空港の保安検査員
- Harry Michell : ヒューゴ（武田太一） - サムの隣に座る乗客
- en:Fatima Adoum : Rashida - 乗客
- Nebras Jamali : Nasir : 乗客
- Mei Henri : ナオミ（Mei Henri）- 乗客
- Chantelle Alle : Kacey - 乗客

- en:Holly Aird : アマンダ - 乗客、実は隠れたハイジャック犯

- サイモン・マクバーニー : エドガー - 収監されていた犯罪組織の幹部

## あらすじ
企業間の交渉のスペシャリストであるサムの乗ったドバイ発ロンドン行きの飛行機がハイジャックされる。サムは犯人たちと交渉し、無用な流血を避けようとする。ドバイで犯人たちを幇助した人々は殺され、やがて大きな犯罪組織が収監中の大物の釈放を要求する。ハイジャック犯たちも家族への脅威の下で渋々命令に従い、イギリス政府が要求に従わない場合は乗客を一人ずつ殺そうとする。イギリス政府は凶悪犯を釈放する。乗客たちがハイジャック犯を制圧するも、乗客の中に隠れていたアマンダが機長を殺した後に操縦室に閉じこもり、飛行機の針路をロンドン中心部に向ける。犯罪組織は航空会社の株の空売りで利益を出す。燃料が底をつき、政府が撃墜の準備をする中、サムは家族を人質に取られたアマンダを説得し、政府から免責を取り付けて飛行機を無事に緊急着陸させ、乗客の命を救う。

## エピソード
| 通算 話数 | タイトル                             | 監督                     | 脚本                                                       | 公開日        |
| --- | ------------------------------------ | ------------------------ | ---------------------------------------------------------- | ------------- |
| 1 | "最終案内" "Final Call"              | ジム・フィールド・スミス | ジョージ・ケイ                                             | 2023年6月28日 |
| 企業間の交渉のスペシャリストであるサム・ネルソンはドバイからロンドンに向かうキングダム航空のKA29便に乗る。乗客の一人がトイレで銃弾を見つけ、予定より早くハイジャックが始まる。機長のロビンはドバイ管制官のアブドゥラに通報する。だが恋人のフライト・アテンダントのコレットを殺すと脅され、制止する副操縦士を殴り倒して操縦室のドアを開け、アブドゥラには誤報だったと修正する。ハイジャック犯は乗客のスマートフォンを取り上げ、機内のWiFiを切ってハイジャックされたことを地上から隠す。サムはその前に、ロンドンに住む疎遠な妻マーシャに変事を知らせる。 |                                      |                          |                                                            |               |
| 2 | "3度のずれ" "3 Degrees"              | ジム・フィールド・スミス | ジョージ・ケイ                                             | 2023年6月28日 |
| マーサの恋人のダニエル刑事が元恋人である対テロ班のザーラに問い合わせるも、KA29便に異常はないと答えられる。サムはハイジャック犯に助言して信頼を得て、トラブルを避けようとする。機長とサムは機内ゲームで会話する。機長は救助を求める合図として密かに航路を3度変え、イギリスの管制官アリスは不審に思う。アブドゥラはハイジャックの可能性を疑い、早退した空港の保安検査員ニーラの自宅に行き家族全員が殺されているのを目撃し、自分も射殺される。 |                                      |                          |                                                            |               |
| 3 | "空砲は空輸か?" "Draw a Blank"       | ジム・フィールド・スミス | Adam Gyngell and Fred Fernandez Armesto and ジョージ・ケイ | 2023年7月4日  |
| ロンドンの対テロ班がKA29便の異常に気づき対処し始める。ザーラは搭乗者名簿をダニエルに送り、ハイジャック犯が6名だとわかる。ハイジャック犯のリーダーのスチュアートは地上の仲間に連絡がつかない。乗客の一人がハイジャック犯の銃弾は空包だと言い出し、サムの隣の乗客は皆で襲いかかろうと誘う。サムは初老のハイジャック犯マーカスに殴りかかるも銃で制圧される。スチュアートは銃弾を実弾に替えて引き金を引く。 |                                      |                          |                                                            |               |
| 4 | "応答なし" "Not Responding"          | Mo Ali                   | Kam Odedra & ジョージ・ケイ                                | 2023年7月12日 |
| KA29便が無線に応答せずに首都に向かい、ルーマニア政府は戦闘機を向かわせるも、あらかじめ受けた指示に基づいてスチュアートは無視する。サムは束縛されるも、刺された若いハイジャック犯ルイスの治療を手伝う。意識の朦朧とした彼に母親に電話させ、その電話番号をマーサの留守番電話に残す。マーサはダニエルに転送して身元が分かる。犯人がイギリス人であり目標がイギリスであるとの説明で、ルーマニア政府は攻撃を中止する。内務大臣にハイジャック犯の要求が届けられる。 |                                      |                          |                                                            |               |
| 5 | "1時間弱" "Less Than an Hour"        | Mo Ali                   | Anna-Maria Ssemuyaba & ジョージ・ケイ                      | 2023年7月19日 |
| KA29便はハンガリー領空に入る。サムはルイスがスチュアートの弟であると察し、空港に着陸するようしむけるも、ハイジャック犯たちの間では着陸すべきかもめる。ハンガリー軍が空港で待ち構える。マーカスは、着陸した場合は犯罪組織がサムの家族を含む、自分たちの家族を皆殺しにするだろうと警告する。ルイスは自ら死を選び、兄たちの命を犯罪組織から救おうとする。KA29便は着陸を止める。内務大臣が受け取ったハイジャック犯の要求は二人の囚人の解放とわかる。ダニエルはスチュアート兄弟の母エレインの家を訪ねる。エレインは夫を殺した犯罪組織のことを語ったのちに自殺する。サムの家に犯罪組織の暗殺者たちが入り、サムの息子のカイは隠れる。ドバイの警察が、ニーラの家での殺人を知りイギリス政府に伝える。                                                                       |                                      |                          |                                                            |               |
| 6 | "要求には緩やかに" "Comply Slowly"   | Jim Field Smith          | Catherine Moulton and ジョージ・ケイ                       | 2023年7月26日 |
| イギリス政府は飛行機が着陸するまで犯人の要求に緩やかに応じることにし、尾行しない約束でエドガーら二人の囚人を解放して車を与える。だがダニエルが尾行したため、連絡を受けたハイジャック犯は嫌々副操縦士を殺そうとする。サムの助言でハイジャック犯は既に死んでいた乗客の写真を撮り、エドガーに送る。ダニエルは尾行を止めざるを得ない。サムら乗客達は、次の犠牲が出る前に蜂起を計画する。内務大臣は外務大臣の意向に反してエドガーらの逃亡を防ごうとするも失敗し見失う。ハイジャック犯は新たに一人を殺そうとし、乗客が蜂起する。乗客の中に隠れていたハイジャック犯アマンダが機長を殺し操縦室に閉じこもる。暗殺者たちは、家族を盾にサムの動きを封じようとしてサムの家に留まり、カイは警察に連絡する。ジャーナリストのフェリックスがハイジャックのリークを受けて報道する。 |                                      |                          |                                                            |               |
| 7 | "不時着に備えろ" "Brace Brace Brace" | ジム・フィールド・スミス | ジョージ・ケイ                                             | 2023年8月2日  |
| ダニエルがサムの家で暗殺者たちを逮捕しカイを確保する。アマンダは進路をロンドン中心部に向ける。乗客たちはハイジャック犯たちを拘束するも、操縦席に入れない。航空会社の株価は下落し、犯罪組織は空売りで利益を得る。英国政府は撃墜の準備をするも中止する。アマンダはロンドン上空で取引終了の連絡を待つも、さらに儲けようとしたエドガーは逃亡を急ぐ仲間に殺されて連絡は来ない。家族を人質に脅されて武器を飛行機に持ち込んだ乗客が名乗り出て、アマンダもまた同じ状況だろうと語る。サムはアマンダに語りかけて一人だけ操縦室に入る。ロンドン上空で燃料が底をつく中、サムはアリスと話し、娘を人質に取られて機長を殺した免責を内務大臣から得てアマンダを落ち着かせる。アマンダとサムは飛行機を空軍基地に緊急着陸させる。機内に残ったスチュアートは抵抗するも逮捕される。     |                                      |                          |                                                            |               |

## 製作
2022年4月、Apple TVは製作に青信号を出した。5月、イドリス・エルバに続きアーチー・パンジャビが参加した。
製作は2022年5月9日に始まり、2022年10月まで続いた。